# Versailles-Nord (tổng)
Tổng Versailles-Nord là một tổng của Pháp, tọa lạc tại tỉnh Yvelines trong vùng Île-de-France của Pháp.

## Phân chia hành chính
Tổng Versailles-Nord bao gồm une partie de la commune de:
- Versailles, một phần của xã: 32 177 dân (thủ phủ của tổng),